# Oldenlandia assimilis
Oldenlandia assimilis är en måreväxtart som först beskrevs av William James Tutcher, och fick sitt nu gällande namn av Woon Young Chun. Oldenlandia assimilis ingår i släktet Oldenlandia och familjen måreväxter. Inga underarter finns listade i Catalogue of Life.